# Курцикідзе Цаца Миколаївна
Цаца Миколаївна Курцикідзе (1914, село Чквіші, тепер Амбролаурський муніципалітет, Грузія — ?) — грузинська радянська діячка, ткаля Тбіліської шовкоткацької фабрики Грузинської РСР. Депутат Верховної ради СРСР 5-го скликання.

## Життєпис
Народилася в селянській родині. У 1935 році закінчила неповну середню школу села Чквіші Амбролаурського району.
З 1935 року — ткаля Тбіліської шовкоткацької фабрики Грузинської РСР. Перевиконувала виробничі завдання, обслуговувала чотири верстати. Обиралася профгрупоргом, членом фабричного комітету і головою комісії по роботі серед дітей.
Подальша доля невідома.

## Нагороди і звання
- орден Леніна (6.12.1957)
- медалі